# Monolepis
Monolepis là chi thực vật có hoa trong họ Amaranthaceae.